# 28632 Christraver
28632 Christraver è un asteroide della fascia principale. Scoperto nel 2000, presenta un'orbita caratterizzata da un semiasse maggiore pari a 2,5644411 UA e da un'eccentricità di 0,1175734, inclinata di 3,90512° rispetto all'eclittica.